# Gare de la Glacière-Gentilly
Gare de la Glacière-Gentilly je zrušené nákladové nádraží v Paříži ve 13. obvodu. Nádraží bylo v provozu v letech 1882–1993 na trati Petite Ceinture.

## Lokace
Nádraží se nacházelo ve 13. obvodu . Bylo součástí zrušené tratě Petite Ceinture a leželo mezi stanicemi Montsouris a Maison-Blanche. Nádraží se rozkládalo v prostoru mezi Rue des Longues-Raies, Boulevard Kellermann, Rue Brillat-Savarin, Place de Rungis a Rue de Rungis.

## Historie
Nádraží bylo zprovozněno 15. listopadu 1882 a bylo uzavřeno 1993. Na počátku 90. let byla zbořena jeho západní část. V letech 1994–1998 zde byla zřízena zkušební dráha pro zkoušku systému automatizovaného metra, který byl posléze využit na lince 14.
Východní část nádraží byla zbořena v roce 2005.